# Les Moitiers-en-Bauptois
Les Moitiers-en-Bauptois era un comune francese di 339 abitanti situato nel dipartimento della Manica nella regione della Normandia.
Dal 1º gennaio 2017 è parte del nuovo comune di Picauville.

## Società

### Evoluzione demografica
Abitanti censiti